# Astegopteryx ficicola
Astegopteryx ficicola är en insektsart. Astegopteryx ficicola ingår i släktet Astegopteryx och familjen långrörsbladlöss. Inga underarter finns listade i Catalogue of Life.